# Plesiohadros
Plesiohadros là một chi khủng long, được Tsogtbaatar Weishampel Evans & Watabe mô tả khoa học năm 2014.